# 리틀 베이

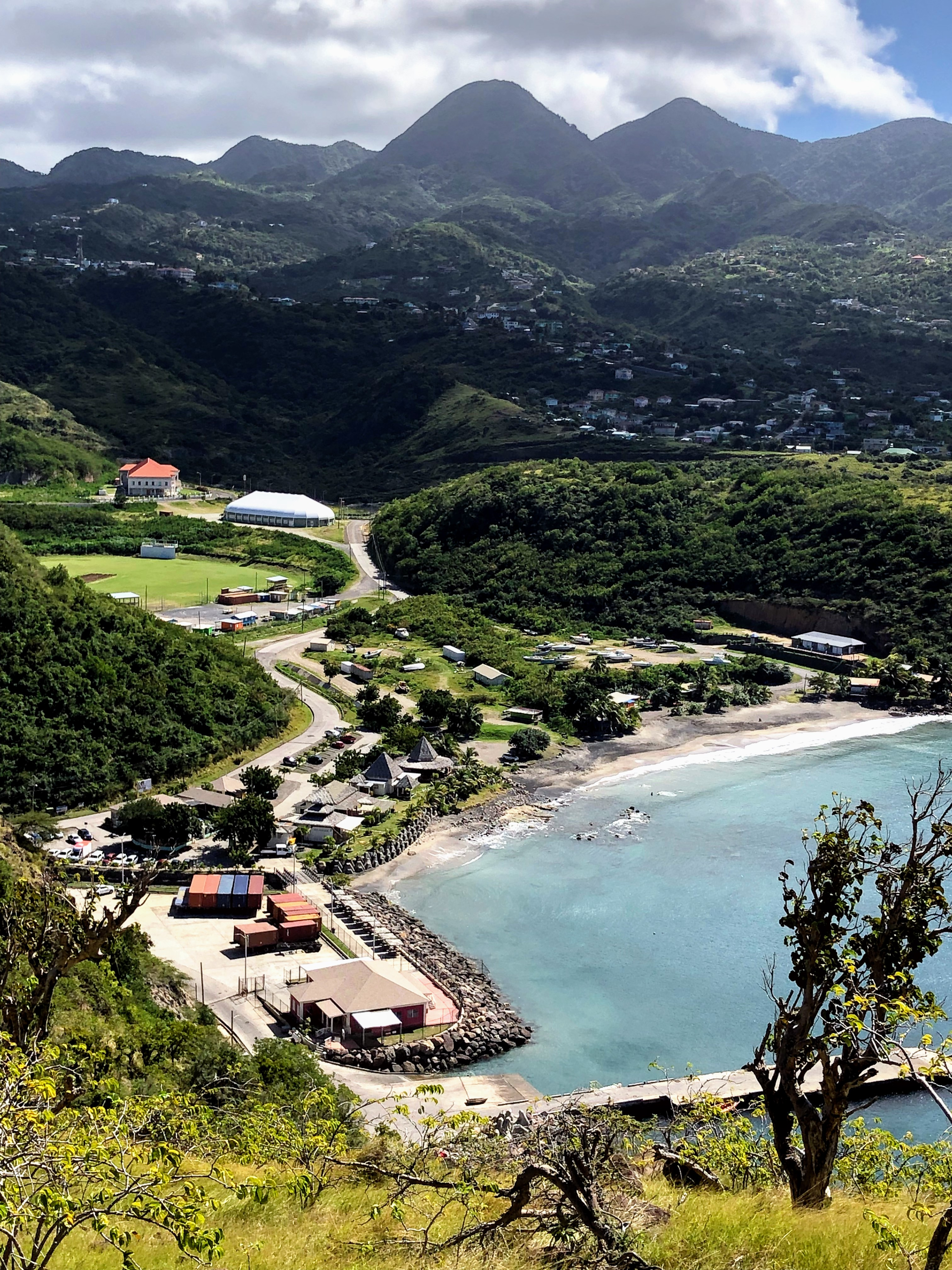

리틀 베이(Little Bay)는 현재 건설 중인 몬트세랫의 미래 수도이다. 이 도시는 현재 몬트세랫의 수도인 브레이즈와 가까운 거리에 위치해 있다. 건설비용은 약 2억달러 이상으로 추정된다.